# أبرشية أنطلياس الكاثوليكية المارونية
أبرشية أنطلياس المارونية هي أبرشية مارونية في شمال لبنان، عُرفت بـ«أبرشيّة قبرص» سابقًا، وبعد أن إنعقد «المجمع اللبناني» في دير سيدة اللويزة في 1736 ضمّت إليها منطقة بكفيا وبيت شباب ومزارعهما، ثمّ باقي قرى المتن حتى جسر بيروت.
وبعد استقالة سيادة المطران «الياس فرح» إنتُخب مطرانًا جديدًا للأبرشيّة في 1986، وفي 1988 أقرّ مجمع الأساقفة قسمة أبرشيّة قبرص إلى أبرشيّتين الأولى تختص بجزيرة قبرص وتحتفظ باسم أبرشيّة قبرص المارونيّة، والثانية تختص برعايا أبرشيّة أنطلياس المارونيّة. وإنتُخب على أبرشيّة قبرص المطران «بطرس الجميّل»، وبَقِيَ المطران «يوسف بشارة» مطرانًا لأبرشيّة أنطلياس. رئيس ألاساقفة الحالي هو المطران أنطوان بو نجم منذ 2021.

## التاريخ
أسسها البابا يوحنا بولس الثاني في 11 يونيو 1988 على أراضي سابقًا لم تكون مناسبة للكنيسة الخاصة.

## الإقليم والإحصاءات
تعتمد مباشرة على بطريرك أنطاكية الماروني، رؤيتها الكاتدرائية الأسقفية هي كاتدرائية القيامة على بعد 5 كم شمال بيروت في قضاء المتن في لبنان وهي من اختصاصها، تنقسم الأراضي إلى 93 أبرشية، وفي عام 2012 كان هناك 249,971 من أعضاء الكنيسة الكاثوليكية المارونية.

## مجالس الأبرشيّة

### المجلس الكهنوتي[4]
- المطران أنطوان بو نجم

- المونسنيور شربل غصوب
- المونسنيور إيلي صفير
- المونسنيور إيلي الخوري
- المونسنيور خليل الحايك
- المونسنيور شادي بو حبيب
- الأباتي أنطوان راجح
- الخوري بول ناهض
- الخوري أنطوان بشعلاني
- الخوري جورج أبو متري
- الخوري فادي العلم
- الخوري طوني لطّوف

## الأساقفة
الأساقفة الذين خدموا الأبرشية
- المطران يوسف بشارة (1988 – 2012)، سابقًا رئيس أبرشيّة قبرص المارونيّة (1986 – 1988)
- المطران كميل زيدان (16 يونيو 2012 -2019).
- المطران أنطوان بو نجم (2021 - الي الآن)

### راعي الأبرشيّة
المطران «أنطوان بو نجم» من أبرشيّة أنطلياس المارونيّة، ولد عام 1967 في هرهريّا والقطين في قضاء كسروان، سافر إلى باريس من سنة 1996إلى سنة 1999 حيث حاز على ماجيستير في اللاهوت الرعائيّ، إختصاص في الحوار المسيحيّ الإسلاميّ.